# Passaporto per Suez
Passaporto per Suez è una pellicola statunitense di spionaggio del 1943, ed è la decima serie del ciclo di b-movie prodotta dalla Columbia Pictures, che si ispira la personaggio letterario di Lone Wolf (Lupo Solitario) creato dallo scrittore statunitense Alden Nash.

## Trama
Michael Lanyard, ovvero l'agente Lone Wolf che opera per conto degli alleati insieme al suo maggiordomo Jamison, si trova ad Alessandria d'Egitto, dove cerca di sventare la minaccia di alcune spie naziste, intente a rubare preziosi documenti che rivelano i piani di difesa alleata per il canale di Suez. Tra le spie spiccano soprattutto Johnny Booth, l'ambiguo proprietario di un night-club, e Valerie King, una spia che opera sotto la copertura di giornalista.